# Panique à l'hôtel
Pour les articles homonymes, voir Room Service.
Pour plus de détails, voir Fiche technique et Distribution.
Panique à l'Hôtel (titre original : Room Service) est un film américain réalisé par William A. Seiter, sorti en  1938.
Produit par George Abbott, le film met en scène les Marx Brothers (Chico, Harpo et Groucho).

## Synopsis
Gordon Miller (Groucho Marx), un producteur de théâtre raté, veut monter la pièce d'un jeune auteur. En attendant un éventuel sponsor, Miller s'est installé  avec 22 membres de sa compagnie, dans un hôtel de prestige dirigé par son beau-frère. Le nouvel inspecteur de l'hôtel constate que la troupe commence à devoir une petite fortune à l'hôtel, et décide d'expulser tout ce petit monde... Miller et ses amis s’ingénient à retarder le moment du départ quand un sponsor débarque brusquement...

## Distribution
- Groucho Marx (VF : Léonce Corne) : Gordon Miller
- Harpo Marx : Faker Englund
- Chico Marx (VF : Jean Daurand)  : Harry Binelli
- Frank Albertson : Leo Davis, le jeune auteur de la pièce
- Donald MacBride : Gregory Wagner, l'inspecteur de l'hôtel
- Clifford Dunstan : Joseph Gribble, le directeur de l'hôtel
- Lucille Ball : Christine Marlowe, l'une des actrices de la troupe
- Ann Miller : Hilda Manney, la petite amie de Leo Davis
- Alexander Asro : Sasha Smirnoff, le garçon d'étage et ancien comédien russe
- Charles Halton : Dr Glass, le docteur de l'établissement
- Philip Loeb : Timothy Hogarth, le recouvreur de dettes
- Max Wagner : un détective
- Philip Wood : Simon Jenkins

## Production
Zeppo Marx, qui s'était retiré de l'écran après Duck Soup et représente alors ses frères, a négocié un accord avec la RKO pour produire la version de Broadway de la pièce Room Service de 1937 d'Allen Boretz et John Murray. La pièce a été adaptée pour l'écran par Morrie Ryskind. Ce fut le seul film des Marx Brothers dans lequel les personnages principaux n'ont pas été créés spécialement pour Groucho, Chico et Harpo.

## Réception
Le film a enregistré une perte de 330 000 $. Le critique de cinéma Leslie Halliwell a résumé les commentaires les plus critiques, affirmant que « les Marx Brothers ont été freinés dans leurs jeux en interprétant des rôles qui à la base n'avaient pas été créés pour eux ». Quoique considéré d'une façon générale comme le plus mauvais film des frères Marx, le lexique du film international a jugé que Panique à l'hôtel était un « film atypique des Marx Brothers, très divertissant en soi ». Le film n'est sorti en France qu'en 1947.

## Autour de film
- À noter qu'Alexander Asro, Clifford Dunstan, Donald MacBride et Philip Wood jouaient dans la pièce de Broadway.
- Le film ne comprend aucun morceau musical, si ce n'est un chant a cappella devant le faux cadavre du jeune auteur.